# Lutte du sacerdoce et de l'Empire
Vous lisez un « bon article » labellisé en 2008.
Le problème des relations entre l'Église catholique romaine et l'Empire, le pouvoir spirituel et le pouvoir temporel, se pose dès la christianisation de l'Empire romain. Au Moyen Âge, le pape est requis de sacrer l'empereur qui, en retour, peut lui apporter son soutien contre les factions urbaines de Rome ou les Normands de Sicile. Mais, en retour, l'empereur réclame une mainmise croissante sur la nomination des évêques dans ses États tandis que le pape, depuis la réforme grégorienne, s'efforce d'affirmer l'indépendance et la suprématie du Saint Siège. Cette tension débouche au XIe siècle sur la querelle des investitures conclue provisoirement par le concordat de Worms en 1122.
Le conflit se réveille sous le règne de Frédéric Barberousse avec la lutte du sacerdoce et de l'Empire. Le pape Alexandre III lance l'excommunication contre l'empereur et encourage l'insoumission des cités italiennes de la Ligue lombarde tandis que Frédéric suscite contre lui des antipapes. Finalement, Frédéric se relève de son excommunication en allant mourir en croisade en 1190.
Le conflit reprend et s'envenime sous son petit-fils Frédéric II, à la fois empereur et roi de Sicile. Celui-ci rencontre des oppositions constantes suscitées par le pape et même son départ pour Jérusalem ne lui vaut pas absolution. Il meurt en 1250 et la papauté s'acharne contre le reste de sa dynastie. Le Saint-Empire romain en sort très affaibli. Toutefois, la papauté ne parvient pas plus à imposer sa vision d'une théocratie mondiale.

## Une longue querelle

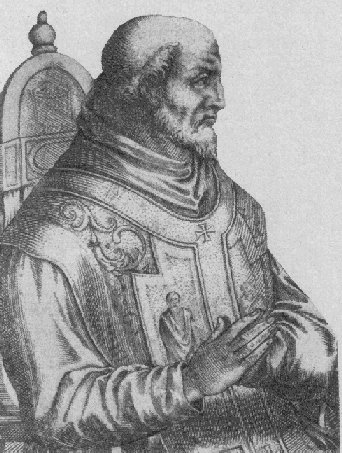
Innocent II

Dès la conversion de Constantin Ier au christianisme au IVe siècle se pose le problème des relations entre le pouvoir temporel et le pouvoir spirituel : il s'agit de savoir qui dirige au nom de Dieu, le pape ou l'empereur. L'effacement du pouvoir impérial a dans un premier temps permis au pape d'affirmer son indépendance. Mais, à partir de 962, l'empereur du Saint-Empire romain prend le contrôle de l'élection pontificale et nomme lui-même les évêques de l'Empire, affirmant la prééminence de son pouvoir sur celui de l'Église. Cependant, la mainmise des laïcs sur le clergé est telle qu'elle finit par susciter une réaction de l'Église. Commence alors au milieu du XIe siècle la réforme grégorienne. En 1059, le pape Nicolas II réserve l'élection du pape au collège des cardinaux. 
Puis, en 1075, Grégoire VII affirme dans le dictatus papae qu'il est le seul à posséder un pouvoir universel, supérieur à celui des souverains et leur retire la nomination des évêques. Commence alors une lutte féroce entre la papauté et l'empereur que les historiens ont appelé la « querelle des Investitures ». L'épisode le plus fameux en est l'excommunication d'Henri IV et sa pénitence de Canossa pour obtenir le pardon pontifical. À l'issue de ce conflit, le pape parvient à se soustraire à la tutelle impériale. En 1122, par le concordat de Worms, l'empereur accepte la libre élection des évêques, se réservant le droit de donner aux prélats l'investiture temporelle. Ce compromis marque la défaite de l'Empire.

## Le conflit entre Frédéric Barberousse et le pape

### L'empereur Lothaire, allié du pape contre les factions romaines
Au XIIe siècle, l’empereur du Saint-Empire romain germanique n’ayant plus aucune prise sur l’élection pontificale (en raison de la réforme grégorienne commencée au siècle précèdent), la noblesse romaine essaie de retrouver ses anciennes prérogatives. Ainsi, les différentes factions romaines s’affrontent à la mort du pape Honorius II.
Du côté de l'Empire, la mort d’Henri V en 1125 marque la fin de la dynastie de Souabe à la tête du Saint-Empire. Le nouvel empereur, Lothaire de Supplinbourg est un prince qui a toujours été fidèle au pape. Celui-ci l’appelle pour l’aider à lutter contre les prétentions de Roger II de Sicile qui menace les possessions de la Papauté.
Le 1er février 1130, Innocent II est élu, mais une partie des cardinaux élit un antipape, le cardinal Pierleoni, qui prend le nom d’Anaclet II. Menacé par le schisme d’Anaclet qui durera 8 ans, Innocent II ne retrouve son pouvoir qu’avec le soutien de la France, de l’Angleterre, et l’appui de l’empereur.
Deux gestes de l’empereur Lothaire, au départ simples gestes de déférence, sont rapidement interprétés par la papauté comme des rites exprimant une entière soumission de l'Empire. À Liège, en 1131, l’empereur prend le cheval du pape par la bride et, en 1133, il se fait remettre un anneau signifiant qu’il tient la Toscane du Saint-Siège. Dans la propagande pontificale, Lothaire devient l’écuyer du Saint-Père. Dans une fresque au Latran, il est représenté humblement à genoux recevant des mains d’Innocent II la couronne.
En 1139, Innocent II organise le deuxième concile du Latran. Le pape y montre son aspiration à gouverner le monde et à disposer de la couronne impériale. Le concile proclame : « Rome est à la tête du monde ». À Rome, la doctrine théocratique continue de se développer. Les canonistes subordonnent toujours les affaires temporelles aux affaires spirituelles.

### Eugène III fait appel à Frédéric Barberousse
En Italie, Arnaud de Brescia défend l’idée d’une pauvreté totale et veut contraindre le pape à renoncer à tout pouvoir temporel. Bien que condamné pour hérésie en 1140, il se joint à une révolte républicaine qui chasse de Rome le pape et ses cardinaux en 1145. Rome est en proie à des luttes de pouvoir endémique. Le pape Eugène III doit faire appel à la force et donc à l’empereur Frédéric Barberousse. À Constance, en 1153, les deux hommes signent un accord. En échange de la reconquête des États pontificaux pour le pape, ce dernier s’engage à couronner Barberousse empereur. Rome est reprise en 1155. Barberousse est couronné le lendemain de son entrée dans la ville, le 18 juin 1155 par Adrien IV, successeur d'Eugène III. Mais cet échange de bons procédés ne doit pas cacher les tensions latentes entre la papauté et l'empire. En outre, la ville de Rome reste peu sûre. Il est paradoxal de constater que le pape qui réclame le dominium mundi ne peut maîtriser sa propre capitale.
La situation s’envenime lorsqu’en 1157, à la Diète de Besançon – la principauté épiscopale fait alors partie du Saint-Empire romain germanique –, le légat du pape, Orlando Bandinelli, futur Alexandre III, déclare que « Rome est si bien disposée à l’endroit de Frédéric Ier qu’elle lui concèderait de bien plus grands beneficia encore ». Le terme latin beneficia a deux significations : bienfaits ou fief. Le mot est traduit en allemand par Lehen, c’est-à-dire fiefs. Le légat faillit bien se faire écharper pour un tel affront (une telle phrase signifiant, dans la société féodale, que l'empereur ne serait qu'un vassal du pape). Cet incident marque d’ailleurs la rupture entre la papauté et Frédéric Barberousse, et donc le début de la phase violente de la lutte du Sacerdoce et de l’Empire.
Le pape a, en fait, du mal à imposer son dominium mundi. En Angleterre, il rencontre une vive opposition de la part d’Henri II qui réussit à maintenir sa domination sur l’Église anglaise. À l’intérieur de l’Église, des clercs doutent de la supériorité du pouvoir pontifical sur celui des princes.

### Renforcement de la puissance impériale sous FrédéricIer

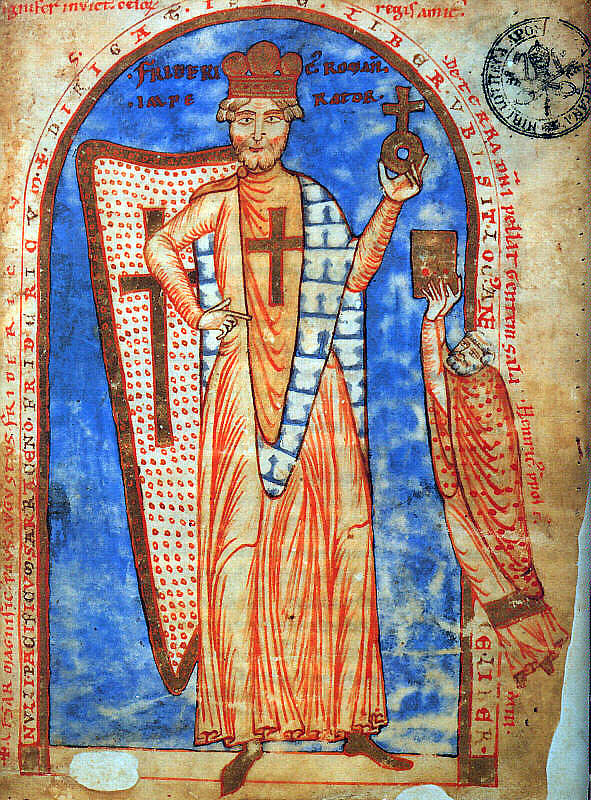
Barberousse habillé en croisé
Miniature de 1188

À cette époque, deux maisons s’affrontent dans l’Empire. Les Guelfes, dont le nom dérive de celui de la famille ducale de Bavière, Welf, soutiennent la papauté. Les Gibelins sont les partisans de l’empereur. Leur nom est une altération de Waiblingen, le fief d’où viennent les Hohenstaufen.
Frédéric Ier veut restaurer la puissance impériale. La renaissance du droit romain lui permet de remettre en vigueur l’idée de l’État et de la supériorité du pouvoir du souverain temporel. Frédéric Barberousse est soutenu dans sa lutte contre le Saint-Siège par son chancelier, Rainald de Dassel, qui le pousse à la rupture avec la papauté, et par les princes et prélats allemands. Il parvient en effet à prendre en main le clergé allemand grâce à une interprétation audacieuse du concordat de Worms. L'Empereur affirme qu’il peut intervenir dans les élections épiscopales quand il y a désaccord entre les électeurs. De plus, il refuse sans relâche l’investiture du temporel au candidat qui lui déplaît. Il peut ainsi imposer ses vues à Augsbourg en 1152, à Worms en 1153, et même au pape à Magdebourg en 1154. Les évêques et les abbés redeviennent ainsi des « fonctionnaires impériaux ». Le concordat de Worms, équilibre fruit de la lutte entre la Papauté et l'Empire, est mis en péril.
L'Empereur affirme par ailleurs qu’il revient aux grands de l’Empire d’élire le souverain choisi par Dieu, excluant ainsi le rôle du Pape. Après avoir réglé les problèmes allemands, Frédéric se rend en Italie, en 1154. Il tient une diète à Roncaglia où il reçoit les plaintes des cités italiennes contre la trop grande puissance de Milan. Il punit cette dernière en détruisant Tortona, son alliée.

### Alexandre III contre Frédéric et ses antipapes
En 1159, Alexandre III est élu pape par une courte majorité du conclave.
Aussitôt, un antipape, Victor IV, est élu, soutenu par l’empereur. Alexandre III doit fuir l’Italie et se réfugie en France. Le conflit ouvert éclate lorsque Frédéric Barberousse cherche à imposer aux villes italiennes l’impôt impérial qu’elles refusent. Pour vaincre leur résistance, l’empereur emploie la violence : en 1162, Milan est détruite et ses habitants dispersés. Ceci provoque l’alliance de certaines villes qui forment la ligue des cités lombardes, soutenue par Alexandre III. Frédéric Barberousse fait élire un nouvel antipape à chaque fois que le précédent disparaît. À partir de la diète de Wurtzbourg de 1165, tous les évêques du Saint Empire doivent obéissance à l’antipape. Alexandre III excommunie l’empereur.
En 1167, ce dernier s’empare de Rome qu’il pille. Mais, l’armée étant décimée par la peste, l’empereur doit se retirer. À Legnano en 1176, il est vaincu par les villes italiennes. Frédéric Barberousse se rend alors à Venise en 1177 où il se prosterne devant le pape et renonce à se mêler de l’élection pontificale. L’excommunication papale contre Barberousse est levée. Comble d’humiliation, l’empereur est obligé d’accepter le service d’écuyer auprès du pape. Il sauve ainsi son pouvoir, Alexandre III allant jusqu’à vanter les avantages d’une coopération des deux pouvoirs. Les pertes militaires de l'empereur, l'effet symbolique de l'excommunication et la rébellion des villes italiennes ont eu raison de ses prétentions sur l'Italie, du moins momentanément.
En 1179, le pape réunit le troisième concile du Latran pour régler les problèmes liés au schisme. Afin de les éviter, il est dorénavant prévu que le pape soit élu à la majorité des deux-tiers. On observe que, des deux côtés (Empire et Papauté), les pouvoirs tentent de se renforcer et de se prémunir des influences extérieures dans leur processus électif respectif.
De son côté, l’empereur étant toujours en position de donner son accord à la nomination du préfet de Rome par le pape, Frédéric Barberousse en profite pour renforcer son contrôle sur le royaume d’Italie. Il conclut un accord avec les villes d’Italie. En outre, l'empereur refuse de rendre au Saint-Siège l’héritage de Mathilde, la Toscane. De plus et surtout, il continue à nommer les évêques et les abbés en Allemagne, bafouant toujours le sens originel du Concordat de Worms.

### Réconciliation réticente sous les successeurs d'Alexandre III
Après la mort d'Alexandre III en 1181, les relations entre la papauté et l'Empire se détendent partiellement. Lucius III, chassé de Rome par la révolte des habitants, se réfugie auprès de Frédéric et, au concile de Vérone en 1184, tente d'enrôler l'empereur dans la lutte contre les cathares, vaudois et partisans d'Arnaud de Brescia. Mais les discussions achoppent sur la reconnaissance par l'empereur de la succession de Mathilde et la validation par le pape des évêques nommés par les antipapes de Frédéric.
En janvier 1186 , Barberousse marie son fils Henri avec l’héritière du royaume normand de Sicile, Constance, fille de Guillaume II de Sicile, et fait couronner Henri comme roi d'Italie. La papauté est menacée d’encerclement géopolitique. La situation reste donc très tendue entre les deux parties. En novembre 1186, Frédéric fait approuver sa politique par une assemblée des princes laïcs et évêques de l'Empire à Gelnhausen. Mais, à partir de 1187, il se réconcilie avec le pape en faisant vœu de partir en croisade : Clément III accepte alors de reconnaître Henri comme héritier de l'Empire. Frédéric prend officiellement la croix en mars 1188 à Mayence et met encore un an à réunir une armée. Il meurt en juin 1190 en traversant une rivière en Cilicie.

## Les deux pouvoirs après FrédéricIer

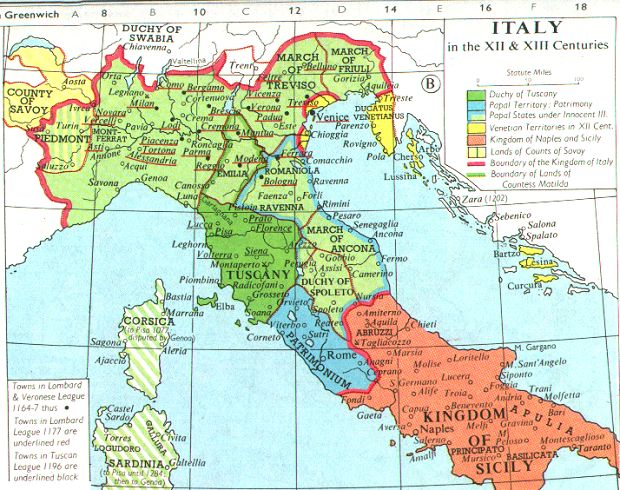
Carte de l'Italie aux XIIe et XIIIe siècles.

Après la mort accidentelle de Barberousse pendant la troisième croisade, son fils Henri VI prolonge le conflit avec la papauté sur la question de l’héritage sicilien. En effet, à la mort de Guillaume II, les Normands de Sicile choisissent comme roi Tancrède, neveu de Constance, avec l’appui du pape et non la fille de Guillaume II. Cependant, Tancrède va rapidement mourir. À la mort de Tancrède en 1194, Henri VI s’empare enfin de la Sicile et refuse de prêter le serment de vassalité au pape pour ses biens normands de Sicile. Il souhaite aussi intégrer ceux-ci à son empire, mais il meurt avant d’avoir pu réaliser ses projets.
À la suite de cette série d’événements, il y aura une formation de ligues urbaines en Italie comme la Ligue lombarde, soutenues le plus souvent par le pape, et de luttes entre les Guelfes et les Gibelins. Après la mort de Frédéric II en 1250, le Saint-Empire romain germanique entra dans une période d'anarchie, le Grand Interrègne de 1250 à 1273.
Cette période est caractérisée par la présence d’une doctrine politique de nombreux empereurs, le césaropapisme, c’est-à-dire, la combinaison des pouvoirs spirituel et temporel sous l’empereur et dans ce cas de l’empereur d’occident. Bien que cette théorie du pouvoir politique soit aussi présente durant la querelle des investitures, c’est surtout durant cette période que cela est au centre de la scène politique. En opposition, le pouvoir papal accentue son intérêt pour la théocratie qui signifie que le pape devrait avoir les pouvoirs spirituels et temporels. Le pouvoir civil est ainsi soumis au pouvoir religieux plaçant le pape comme la figure la plus puissante du monde chrétien. Ces deux théories sont donc des antithèses présentant le fait que la relation entre les papes et les empereurs est encore diamétralement opposée.

## Le conflit entre Frédéric II et le pape

### Renforcement de l'État pontifical sous Innocent III

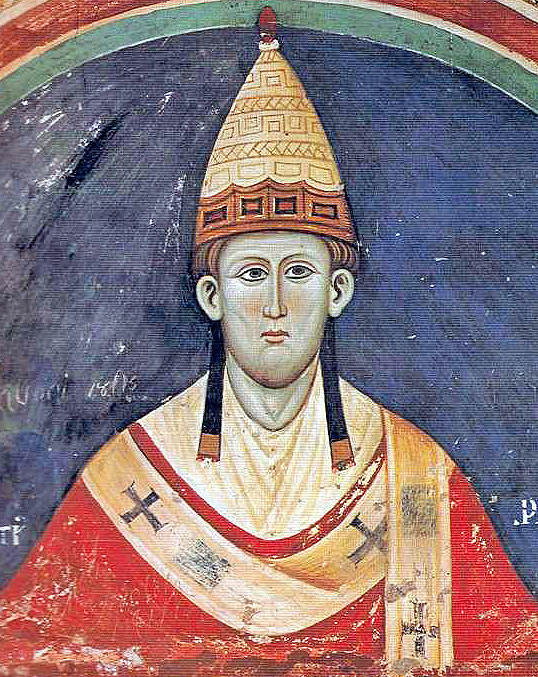
Innocent III, fresque du cloître bénédictin de Subiaco.

En 1198, Lothaire de Segni est élu pape sous le nom d’Innocent III. Il soutient l’idée que le pape détient seul l’entière souveraineté (l’auctoritas des Romains). Les princes possèdent quant à eux la potestas, c’est-à-dire la puissance politique qui leur est donnée directement par Dieu. Les souverains ne sont donc pas en mesure de se soustraire à l’autorité pontificale pas plus que les Églises nationales. Sa doctrine est plus souple que les dictatus papae de la réforme grégorienne. En effet, même s’il pense que le pouvoir spirituel l’emporte sur le pouvoir temporel, Innocent III limite l’intervention du pape dans le domaine temporel à trois cas : un grave péché des princes, la nécessité de trancher dans un domaine où nulle juridiction n’est compétente, la défense des biens ecclésiastiques.
Le pape tente de rétablir son autorité sur Rome et ses propres États. Il liquide définitivement ce qui restait de la république romaine en obtenant la démission de la municipalité et la révocation des officiers nommés par le sénat républicain.
Le préfet, jusqu’alors agent de l’empereur, devient un fonctionnaire du Saint-Siège. Ces mesures entraînent la révolte des Romains dirigée par la noblesse. Il faut environ six ans au pape pour reprendre le contrôle de la ville. Innocent III parvient dans le même temps à mettre la main sur l’héritage de la comtesse Mathilde : la marche d’Ancône, la Campanie, le duché de Spolète.

### Innocent III allié de Frédéric contre Otton IV
Innocent III joue aussi des rivalités entre les Hohenstaufen, la maison du défunt empereur, et les Welf. En effet, à la mort d’Henri VI, les princes allemands se divisent sur le nom de son successeur. Les Welfs font élire Otton de Brunswick, tandis que les partisans de Hohenstaufen, majoritaires, font élire le frère du roi, Philippe de Souabe.

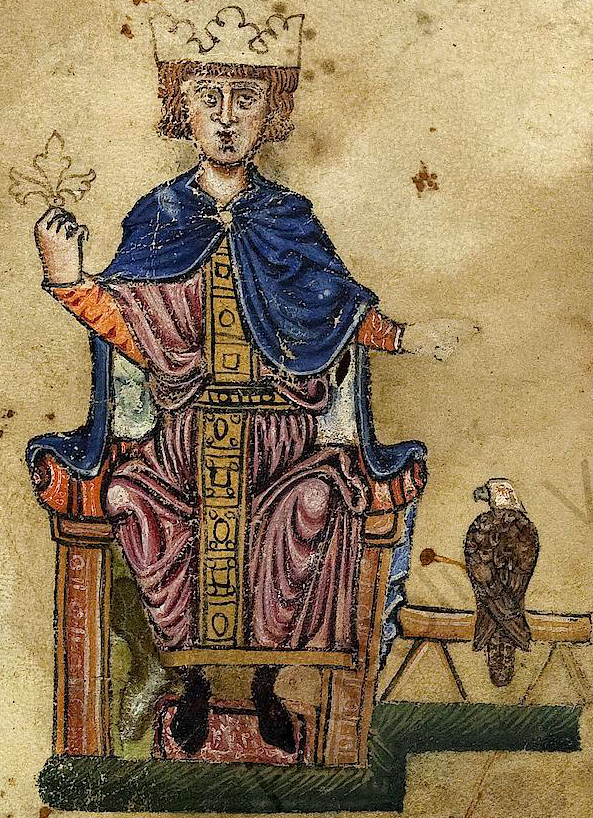
Frédéric II et son faucon représentés dans son livre De arte venandi cum avibus (De l’art de chasser au moyen des oiseaux), XIIIe siècle.

Innocent III profite de cette division interne dans l'Empire pour affirmer les droits supérieurs de la papauté. Dans la décrétale Per Venerabilem de 1202, il affirme qu’en cas de contestation de l’élection impériale, la décision finale appartient au pape. Il favorise d’abord le Welf Otton IV, qui, pour obtenir le soutien pontifical, lui a promis la souveraineté totale des États de l’Église, plus l’exarchat de Ravenne, les domaines de la comtesse Mathilde, la marche d’Ancône, le duché de Spolète et la reconnaissance de sa souveraineté sur la Sicile. Mais dès que son pouvoir est affermi, Otton IV renie sa promesse et se comporte comme tous les empereurs précédents. Innocent III excommunie alors Otton IV en 1210 et favorise la marche au pouvoir de Frédéric II, son pupille et petit-fils de Barberousse. Le pape intervient dans le choix des empereurs de manière récurrente. Celui-ci est couronné roi à Aix-la-Chapelle en 1215 après avoir donné au pape toutes les garanties sur le maintien des droits de l'Église et sur la séparation des royaumes allemand et de Sicile.

### Innocent III contre Frédéric II
En voyageant en Allemagne en 1212 pour imposer ses droits, Frédéric II donne plus de liberté d'actions aux princes. Grâce à deux actes — le Statutum in favorem principum pour les princes temporels et le Confoederatio cum principibus ecclesiasticis pour les ecclésiastiques —, Frédéric II leur garantit des droits importants pour s'assurer de leur soutien. Il veut en effet faire élire et reconnaître son fils Henri comme son successeur. Les privilèges octroyés forment les principes juridiques sur lesquels les princes peuvent désormais construire leur pouvoir de manière autonome. Ces privilèges sont également le début de la formation des États à l'échelle des territoires impériaux dans la dernière partie du Moyen Âge. Il initie un mouvement pluri-séculaire qui participera à l'affaiblissement du pouvoir impérial au profit des princes-électeurs et qui sera consacré par la Bulle d'Or en 1356. Avec le Statutum in favorem principum, les princes ont par exemple le droit de frapper monnaie ou de mettre des douanes en place. Frédéric II reconnaît également aux princes le droit de légiférer. En effet, dans leur lutte pour le pouvoir à chaque processus électif et afin de neutraliser les interventions récurrentes du pape, les empereurs n'auront d'autre choix que de s'allier les diverses princes-électeurs en leur offrant des privilèges toujours plus grands et nombreux, et ce au détriment de la cohérence du pouvoir central (cohérence déjà mise à mal par la querelle des investitures qui affaiblit l'armature administrative dont disposait les empereurs).
Innocent III forge l'arme des « croisades politiques » qui sera reprise par ses successeurs. Il exprime le premier le droit à « l'exposition de proie », c'est-à-dire le droit pour le pape d'autoriser les catholiques à s'emparer des terres de ceux qui ne réprimeraient pas l'hérésie. Ses successeurs s'en serviront pour soumettre les empereurs. Il utilise même le reliquat de la décime versée par le clergé français pour la croisade des albigeois pour mener sa guerre contre Frédéric II.

### Grégoire IX contre Frédéric II
Le dernier épisode de la lutte du sacerdoce et de l’Empire oppose Frédéric II et les papes Grégoire IX et Innocent IV. Héritier de l’État normand de Sicile qu’il tient de sa mère, il le réorganise en un État centralisé de caractère moderne en vue de conquérir toute l’Italie. Il place sur le trône d’Allemagne son jeune fils de neuf ans. Le conflit, dès lors, est inévitable. Le nouveau pape, Grégoire IX (1227-1241), décidé à soumettre les Hohenstaufen à l’autorité pontificale, excommunie Frédéric II en 1227, parce qu’il n’est pas parti à temps pour la croisade promise.
Lorsque Frédéric II part finalement en Orient, le pape interdit aux Templiers et aux Hospitaliers de l'ordre de Saint-Jean de Jérusalem d'aider l'empereur dans sa reconquête de la Terre sainte, obligeant ce dernier à négocier un accord avec le sultan Al-Kamel, sans combat. C'est la signature en février 1229 du traité de Jaffa, par lequel Frédéric II prend possession de la ville et du royaume de Jérusalem. Ceci ne fait qu'exacerber la fureur du pape Grégoire IX, qui lance alors contre l'empereur une armée financée par une taxe sur les revenus du clergé et les reliquats des sommes prélevées pour la croisade des Albigeois. Cette attaque a tout d'abord réussi à vaincre la résistance au Mont-Cassin, puis est montée rapidement dans les Pouilles. Elle doit finalement battre en retraite à partir de juin.
L'armée levée par le pape étant vaincue, l’empereur obtient en 1230 une première fois la levée de l’excommunication en échange de compensations matérielles.
À peine absous, Frédéric mène une lutte féroce contre le pape. Ses juristes développent dans le Liber augustalis, appelé aussi Constitutions de Melfi, l’idée que le souverain est le maître absolu de son royaume et dénoncent la prétention du pape à vouloir régenter le monde. L’empereur doit lutter contre une nouvelle révolte des villes lombardes dirigée en sous-main par le pape. Elle est aggravée par celle des princes allemands dirigés par Henri, le fils que l’empereur avait placé à la tête de l’Allemagne. Celui-ci place alors un autre fils, Conrad, à la tête de l’Allemagne et le fait couronner roi des Romains en 1237. Frédéric II triomphe ensuite de la Ligue lombarde le 27 novembre 1237 à Cortenuova. Sûr de sa force, il offense alors le pape, en réclamant une partie des villes lombardes et en écrivant aux Romains pour leur rappeler leur grandeur passée du temps de l’Empire romain. En 1239, il veut placer son fils bâtard, Enzio, à la tête de la Sardaigne. Le conflit reprend entre l’empereur et le pape.
Frédéric II est excommunié une seconde fois en 1239. Le pape mène alors une véritable croisade. Il offre aux soldats qui combattent pour lui les mêmes privilèges qu'à ceux qui parviennent en Terre Sainte. Les Hongrois qui ont fait le vœu de croisade sont même invités à le commuer en participation à la guerre contre Frédéric II. Celui-ci est dénoncé comme l’Antéchrist par le pape. L'opposition atteint son apogée.
L'empereur de son côté entreprend l'invasion des États pontificaux à partir de Mars 1240 (à savoir le Latium, l'Ombrie et les Marches). Il marche même sur Rome en 1241 pour empêcher la tenue du conseil qui devait valider une nouvelle excommunication demandée par le pape Grégoire IX. Mais celui-ci meurt le 22 août 1241, avant la tenue du conseil, et l'empereur met provisoirement fin au siège de Rome.

### Innocent IV contre Frédéric II
Cependant, l'armée impériale occupe toujours les États pontificaux. Le nouveau pape Innocent IV reprend la lutte. Il appelle les Allemands et les Italiens à la croisade contre l'empereur, mais il est forcé de se réfugier à Lyon où il réunit un concile en 1245. Il y dépose son adversaire et délie ses sujets de leur serment de fidélité. Le pape montre ainsi qu'il est le maître du pouvoir temporel aussi bien que du spirituel, puisqu’il peut priver un souverain de son pouvoir politique. Le concile de Lyon est le point culminant de la théocratie pontificale.
Le combat continue jusqu’à la mort de Frédéric II en 1250, transformant l’Italie en un champ de bataille entre Guelfes et Gibelins. En effet, l’empereur ne se tient pas pour battu : malgré des complots, la révolte de Parme, il est sur le point de raffermir son autorité en Italie du Nord, lorsqu’il meurt dans les Pouilles en 1250.

### Recul du pouvoir impérial après Frédéric II
La mort de Frédéric II consacre la victoire de la papauté et l'apogée de l'Église. Innocent IV, désireux d’en finir avec les Hohenstaufen, excommunie le fils de Frédéric II, Conrad IV, et prêche la croisade contre lui. Les deux hommes meurent en 1254. Après la mort de Conrad IV, l’Empire reste sans souverain jusqu’en 1273. C’est le Grand interrègne qui permet aux princes et aux villes allemandes de devenir pratiquement indépendants par rapport au pouvoir central, qui s'efface complètement, et de s'organiser entre eux. Au XIVe siècle, les empereurs, et en particulier Charles IV, entérineront cet état de fait (Bulle d'or de 1356).
Mais la papauté ne jouit pas longtemps de sa victoire. Elle doit faire face au pouvoir montant des monarchies nationales et est à son tour abaissée par le roi de France, Philippe le Bel, qui, soutenu par les évêques de son royaume, impose sa volonté à Boniface VIII et s'oppose victorieusement à l'excommunication pontificale lors de l’attentat d'Anagni en 1303.